# Lennie Niehaus
Lennie Niehaus (født Leonard Niehaus; født 1. juni 1929, død 28. maj 2020) var en amerikansk altsaxofonist og komponist. Han spillede med i Stan Kentons big band og forskellige jazzbands på USAs vestkyst. Niehaus arrangerede og komponerede musik til spillefilm, inklusive adskillige film, der er blevet produceret af Clint Eastwood.

## Liv og karriere

### Uddannelse og aktive år som musiker
Niehaus blev født i St. Louis, Missouri, USA. Hans søster var koncertpianist, og hans far, Père Niehaus, var violinist. Hans far startede med at lære ham at spille violin i en alder af syv, men Lennie skiftede senere til basun. I en alder af 13 år begyndte han at spille altsaxofon og klarinet, og på nogenlunde samme tid begyndte han at komponere. I 1946, efter at være blevet færdig på Roosevelt High School, startede Niehaus med at studere musik på Los Angeles City College og fik senere en musikgrad fra Los Angeles State College i 1951 som en af skolens først klasser. Niehaus startede sin professionelle karriere ved at arrangere for og spille altsaxofon med Phil Carreón and His Orchestra i Los Angeles-området. Medlemmer af bandet inkluderede Herb Geller, Herbie Steward og Teddy Edwards.
Niehaus fortsatte på turne sammen med Stan Kentons orkester i seks måneder, men måtte aftjene sin værnepligt i hæren i 1952. Da han blev færdig i 1954, sluttede han sig atter til Kenton, og de spillede sammen i yderligere fem år. Han skrev mange numre for Kentonbandet og var den af gruppens første alt-spillere, der nåede at spille længst tid og også havde flest indspilninger med bandet. Andre af gruppens altspillere inkluderer Charlie Mariano, Lee Konitz, Gabe Baltazar og Tony Campise. Han forlod Kentonorkestret i 1959 for at forfølge en karriere med musikkompositioner i studiet. Han arrangerede musik for the King Sisters, Mel Tormé, Dean Martin og Carol Burnett.

### Orkester og filmmusik
I 1962 blev han orkesterleder for filmkomponisten Jerry Fielding. Niehaus arbejdede med Fielding på omkring 70 tv-produktioner og film som Straw Dogs og Bring Me the Head of Alfredo Garcia af Sam Peckinpah, komedien The Bad News Bears og gyserfilmen Demon Seed. Efter Fieldings død har Niehaus været en ledende filmkomponist; han har altid orkestreret sin egen filmmusik.
I sine film havde Niehaus ofte jazz med. Historien til filmen City Heat fra 1984 foregik i 1930'erne, så derfor skrev han jazz fra den periode ved at bruge personer som altsaxofonisten Marshal Royal. Bill Perkins kom og spillede som Lester. Han havde også en jazzviolinist, der lød som Stephane Grappelli. Her var der en boogie-woogie-sekvens med tre pianister Pete Jolly, Mike Land og Clint Eastwood.

#### Arbejde med Clint Eastwood
Niehaus havde sit nok mest betydningsfulde samarbejde med Clint Eastwood. De havde begge en passion for jazz og kendte hinanden længe. Niehaus havde allerede orkestreret filmmusik for film, hvor Eastwood medvirkede som bl.a. Dirty Harry renser ud (1976), Don Siegels Flugten fra Alcatraz (1979) og Tightrope (1984), der også blev produceret af Eastwood. Men det var ikke før Eastwoods elvte gang som instruktør med filmen Pale Rider i 1985, at Niehaus faktisk skrev sin første filmmusik til en af hans film. Niehaus skrev herefter filmmusikken til de følgende tolv af Eastwoods film frem til Blood Work i 2002 og orkestrerede musikken på de næste seks film, som Eastwood nu selv skrev musik til - fra Mystic River til Gran Torino i 2008. Niehaus vandt BMI Film & TV Awards for Elitesoldaten (1986), De nådesløse (1992), Broerne i Madison County (1995) og Space Cowboys (2000).
Det mest bemærkelsesværdige samarbejde mellem Niehaus og Eastwood var direkte relateret sig direkte til jazz, da de sammen lavede den biografiske film om Charlie Parker, Bird fra 1988. Udover en Golden Globe til Eastwood for bedste instruktør, en Academy Award for bedste lyd og mange andre priser, blev Niehaus' score nomineret til en BAFTA Award. Hans musik vandt også andenpladsen ved Los Angeles Film Critics Association Awards, der blev delt mellem Niehaus og Charlie Parker, som følge af en produktionsproces der aldrig var prøvet før, hvor man elektronisk formåede at isolere Parkers saxofon fra de originale bånd, og give dem en ny og bedre lyd i et moderne studie.

#### Andre priser
Lenny Niehaus skrev musik til yderligere en jazz-relateret film; tv-filmen Lush Life fra 1994, som Forest Whitaker, der spillede Charlie Parker i Bird, også medvirkede i som jazzsaxofonist. Niehaus vandt en Primetime Emmy Award for Outstanding Music Composition for a Miniseries, Movie, or a Special. I 2008 blev han igen nomineret for Oprah Winfrey Presents: Mitch Albom's For One More Day.

### Yderligere arbejde
Hans arbejde inkluderer Spiritual Jazz Suite, der er en firedelt komposition for messingblæser-kvartet, tre stykker julejazz (i fire dele hver), en Christmas Jazz Medley arrangeret for saxofonkvartet, en bog om klassiske saxofonduetter, en begynder, en øvet og en avanceret udgave til forståelse af jazzteknikker og en bog om jazzsaxofoners duetter der eksemplificerer forskellige jazz-stilarter. Efter at Niehaus i mange år slet ikke havde spillet saxofon, begyndte han atter at optræde. Han spillede førstesaxofon i sin oktet på sit album Sunday Afternoons At The Lighthouse Cafe i 2004.

## Udvalgt diskografi
- Volume 1: The Quintets (1954 (7" & 10")/1956, Contemporary 3518)
- Volume 2: The Octet, No. 1 (1954 (7" & 10"), Contemporary); LP reissue on Zounds!
- Volume 3: The Octet, No. 2 (1955, Contemporary 3503)
- Volume 4: The Quintets and Strings (1955, Contemporary 3510)
- Volume 5: The Sextet (1958, Contemporary 3524)
- Zounds! (1958, Contemporary 3540); reissue of The Octet, No. 1 with a further 1956 octet recording
- I Swing for You (1957, EmArcy 36118)
- The Lennie Niehaus Quintet: Live at Capozzoli's (Woofy WPCD96)

## Udvalgt filmmusik
- Oprah Winfrey Presents: Mitch Albom's For One More Day  (TV, 2007)
- Blood Work (2002)
- Space Cowboys (2000)
- The Jack Bull (TV, 1999)
- True Crime (1999)
- Pocahontas II: Rejsen til en ny verden (1998)
- Midnight in the Garden of Good and Evil (1997)
- Absolute Power (1997)
- Broerne i Madison County (1995)
- A Perfect World (1993)
- Lush Life (TV movie, 1993)
- De nådesløse (1992)
- The Rookie (1990)
- Hvid jæger, sort hjerte (1990)
- Bird (1988)
- Emanon (1987)
- Elitesoldaten (1986)
- Ratboy (1986)
- Never Too Young to Die (1986)
- Follow that Bird (1985)
- Pale Rider (1985)
- City Heat (1984)
- Tightrope (1984)
- Faerie Tale Theatre (1984)